# Aloysiuskapelle (Daleiden)

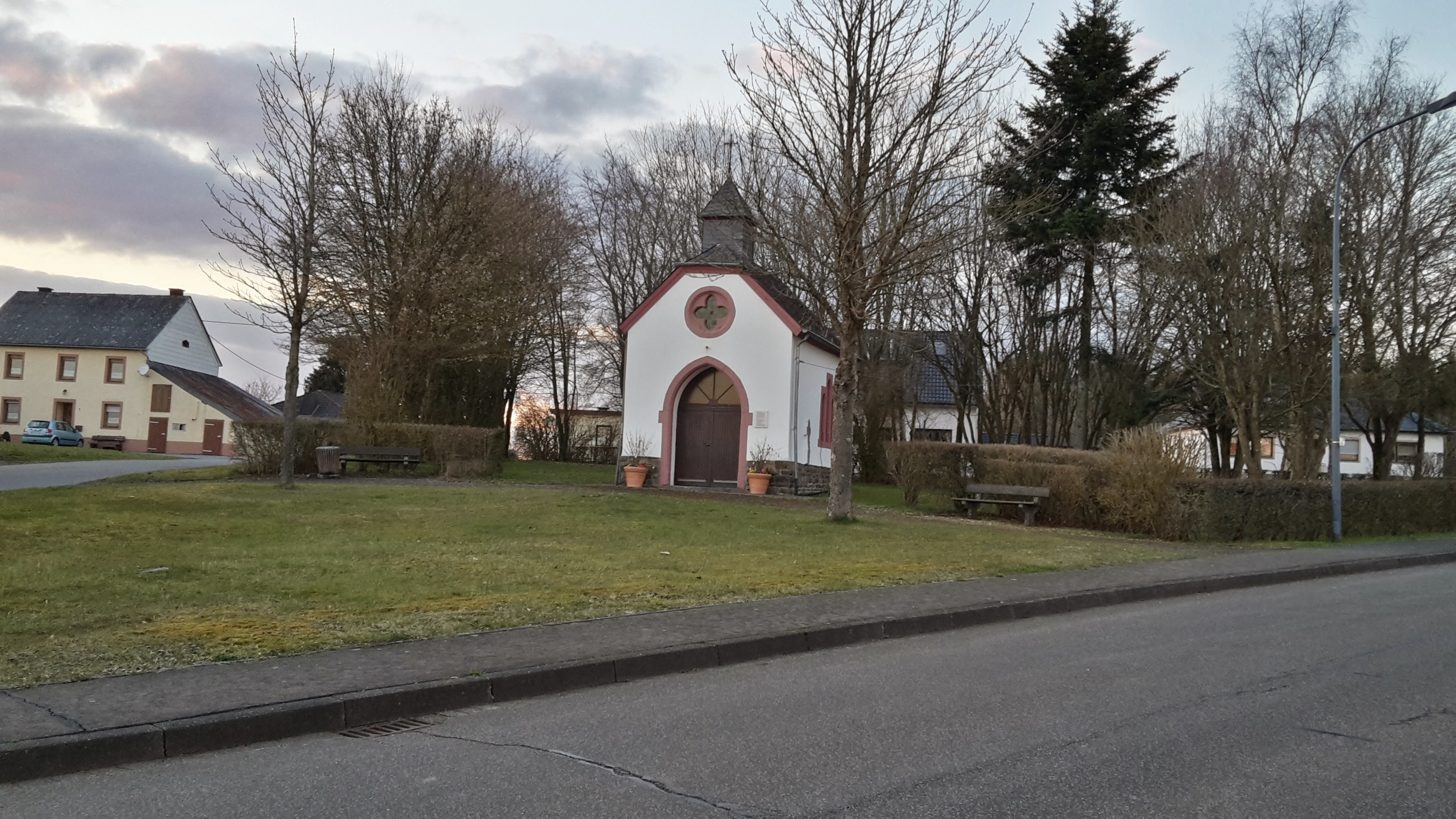
Aloysiuskapelle in Daleiden

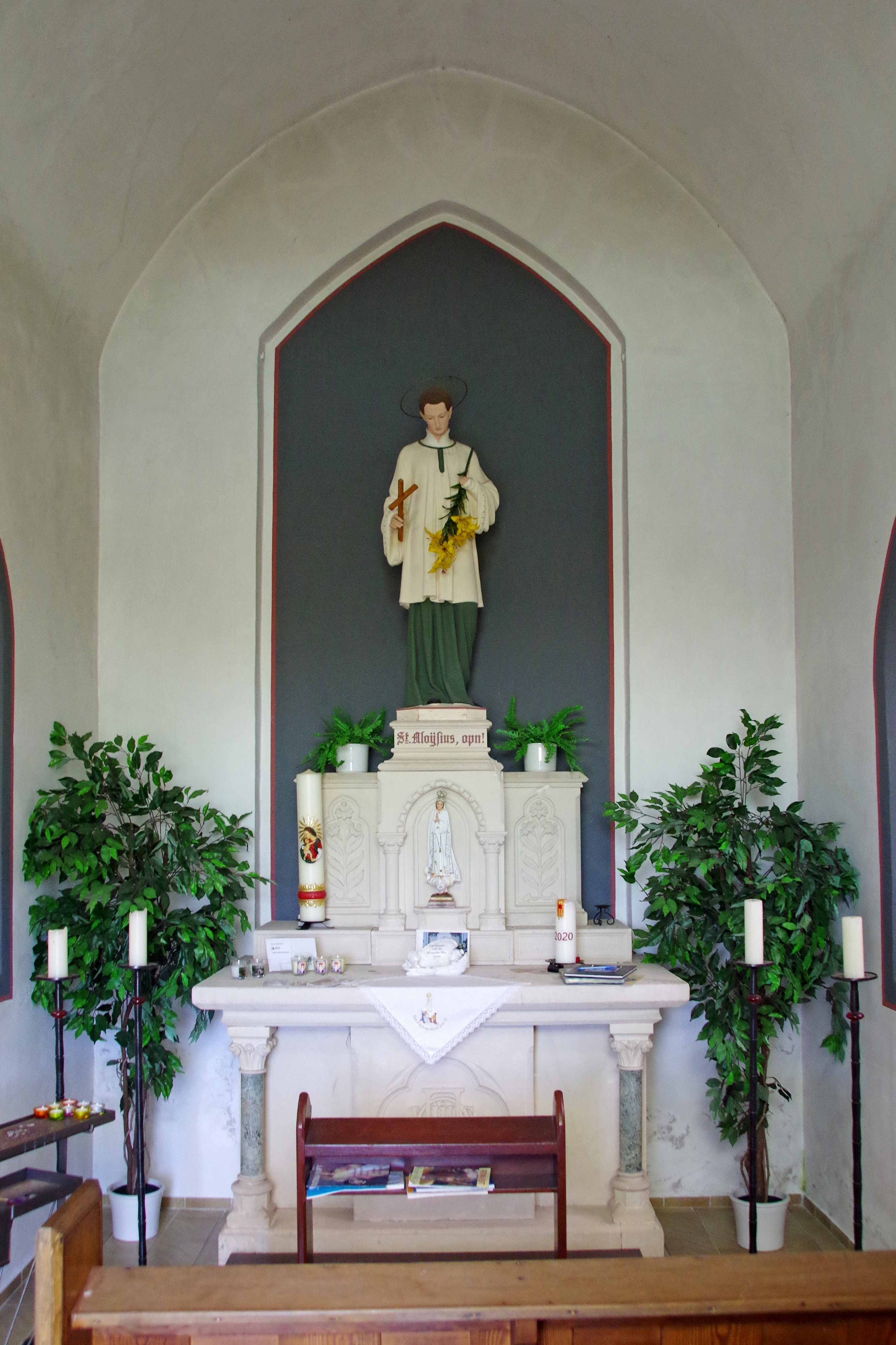
St. Aloysius, Innenraum

Die Aloysiuskapelle ist eine Kapelle in Daleiden im Eifelkreis Bitburg-Prüm in Rheinland-Pfalz, die nach dem heiligen Aloisius von Gonzaga benannt ist. Der um 1900 errichtete historisierende Saalbau mit Dachreiter steht unter Denkmalschutz.

## Geschichte
Laut Überlieferung wütete die Pest im Jahre 1636 auch in Daleiden und Umgebung. Die 13 überlebenden Daleidener legten das Gelübde ab, im Falle des Überlebens eine Kapelle zu Ehre des heiligen Aloysius zu erbauen und jedes Jahr am Sonntag nach dem 21. Juni, dem Todestag des heiligen Aloysius, mit einer Prozession zur Kapelle seiner zu gedenken.
Die erste kleine Kapelle wurde alsbald durch eine größere ersetzt. Der heutige Bau wurde um 1900 aus den Steinen der alten Friedhofsmauer (an der Kirche) errichtet. Es wurde eine Aloysiusbruderschaft ins Leben gerufen. Mit den Jahren nahmen nicht nur Daleidener, sondern auch Pilger aus den Nachbargemeinden an der Prozession teil. Früher waren es bis zu 1000 Pilger, welche den Weg an den festlich geschmückten Häusern, durch die errichteten Triumphbögen gingen und danach bei Tanzmusik sich erfreuten.

## Schaftkreuz
An der Außenwand der Ostseite der Aloysiuskapelle befindet sich ein Steinkreuz aus Schiefer auf einem Schaft, eines der wenigen regionalen Priestergrabsteine, mit der eingemeißelten Jahreszahl 1763. Neben einem Totenschädel ist auch ein Kelch mit der Hostie zu sehen. Es wurde zum Gedenken an Johannes Keut, einem verstorbenen Priester aufgestellt.